# Vittorio Malpassuti
Vittorio Malpassuti (Carbonara Scrivia, 22 settembre 1899 – Roma, 30 agosto 1944) è stato uno scrittore, poeta, giornalista, sceneggiatore e drammaturgo italiano.

## Biografia

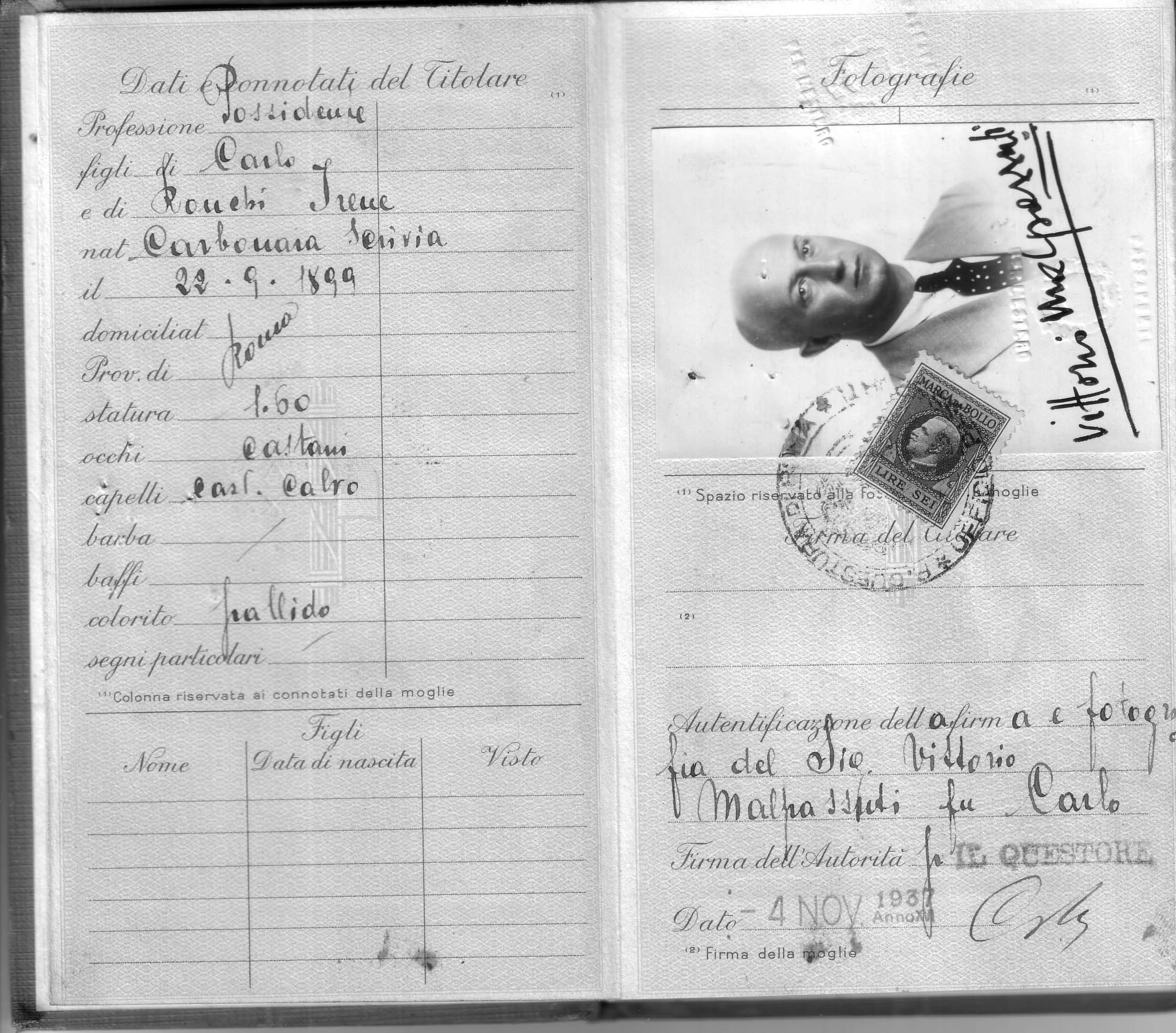
Passaporto di Vittorio Malpassuti

Appartenente ad una nobile famiglia del Tortonese in Piemonte della quale si ha documentazione storica sin dall'anno 1103, nacque a Carbonara Scrivia in provincia di Alessandria. 
Ai Malpassuti sono intitolate strade e piazze in Tortona e nel Tortonese.
Trascorse un periodo di studi a Londra per poi risiedere a Roma, dove ecletticamente lavorò in diverse discipline artistiche.
Fu molto legato a Gabriele D'Annunzio, che fu padrino di suo figlio Alessio Malpassuti (1927-1995).
Nell'archivio del Vittoriale è presente un carteggio tra lui ed il Vate, consistente in nr. 4 minute autogr. per telegramma di Gabriele d'Annunzio a Vittorio Malpassuti e nr. 42 documenti tra lettere,  telegrammi, cartoline e versi di V. Malpassuti, (alcuni pubblicati in Ivanos Ciani, Fotogrammi danunziani, Ediars 1999).

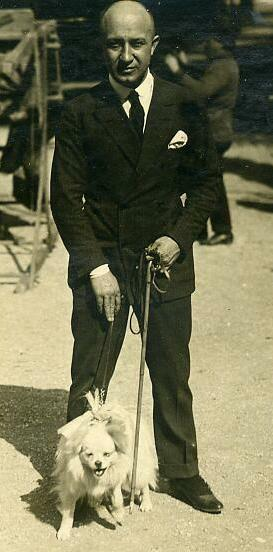
Ritratto di Vittorio Malpassuti estratto dall'archivio di famiglia

Scrisse poesie, testi di lavori lirici, sceneggiature per film collaborando con autori quali Carlo Campogalliani, Marcello Marchesi, Mario Mattoli, Gabriele Varriale. Fu protagonista della storia del doppiaggio italiano, dirigendo i lavori italiani della 20th Century Fox.
Morì nel 1944.

## Poesia
- Voci d'Ombra - versi - 1912
- Le Vene Azzurre - liriche - 1919
- I Canti di Settembre - versi - 1932
- Passeggiata nel Sole - versi - 1937

## Testi per opere liriche
- Il Valzer di Frida (dal film Equatore) - versi - 1938
- La tua villa (per canto e pianoforte) - versi originali - 1931
- Aurora - versi originali - 1927
- I tre petali / the three petals (melodia, canto e pianoforte) - versi originali - 1921
- Le lucciole / the fire-flies (melodia, canto e pianoforte) - versi originali - 1921

## Filmografia

### Sceneggiatore
- Montevergine, regia di Carlo Campogalliani (1939)
- Gli ultimi della strada, regia di Domenico Paolella (1940)
- Leggenda azzurra, regia di Giuseppe Guarino (1940)
- Idillio a Budapest, regia di Giorgio Ansoldi e Gabriele Varriale (1941)
- Il ponte sull'infinito, regia di Alberto Doria (1941)
- Catene invisibili, regia di Mario Mattoli (1942)

## Preghiera degli Aviatori
Vittorio Malpassuti fu l'autore della Preghiera degli Aviatori, preghiera adottata dall'Aeronautica Militare, che si recita ancora oggi nelle cerimonie militari solenni che riguardano la forza armata o i suoi appartenenti, con il testo originario riportato di seguito:
Noi siamo uomini, ma saliamo verso di Te, dimentichi del peso della nostra carne, puri dei nostri peccati e l'azzurro dei Tuoi cieli ed il sangue delle nostre vene hanno lo stesso colore, e Tu Dio dacci le ali delle aquile, lo sguardo delle aquile, l'artiglio delle aquile, per portare ovunque Tu doni la luce, l'amore, la bandiera la gloria d'Italia e di Roma.

Fa, nella pace, dei nostri voli il volo più alto. Fa, nella guerra, della nostra forza, la Tua forza, o Signore, perché nessun ombra sfiori la nostra terra e fa, quando sia l'ora, dei Tuoi cieli la nostra corona. E sii con noi come noi siamo con Te, per sempre.»
Il testo ufficiale attualmente utilizzato è stato modificato dopo la seconda guerra mondiale.
La Preghiera degli Aviatori è esposta nel suo testo originale, su targhe in bronzo (opera del Tenente colonnello Zanelli) presso il palazzo sede dello Stato Maggiore dell'Aeronautica (Sala della Madonna di Loreto) a Roma e presso il Museo storico dell'Aeronautica Militare di Vigna di Valle.